# تپه مین آغا
تپه مین آغا مربوط به سده‌های ۶تا ۸ ه.ق است و در شهرستان بوکان، بخش سیمینه، دهستان آختاچی شرقی، روستای اسپوغه واقع شده و این اثر در تاریخ ۷ اسفند ۱۳۸۵ با شمارهٔ ثبت ۱۷۶۵۷ به‌عنوان یکی از آثار ملی ایران به ثبت رسیده است.